# Észt férfi-kézilabdabajnokság (első osztály)
Az Észt férfi kézilabda-bajnokság első osztálya a legmagasabb osztályú észt férfi kézilabda-bajnokság. A bajnokságot 1992 óta rendezik meg. Jelenleg hét csapat játszik a bajnokságban, a legeredményesebb klub, egyben a címvédő a Põlva Serviti.

## Kispályás bajnokságok
| Év   | 1. hely                                           | 2. hely                                           | 3. hely                                           |
| ---- | ------------------------------------------------- | ------------------------------------------------- | ------------------------------------------------- |
| 1992 | Valga Maret-Sport                                 | Tallinna Oskar                                    | Põlva Serviti                                     |
| 1993 | HC Kehra                                          | Põlva Serviti                                     | Tallinna Oskar                                    |
| 1994 | HC Kehra                                          | Põlva Serviti                                     | Tallinna Oskar                                    |
| 1995 | HC Kehra                                          | Tallinna Oskar                                    | Põlva Serviti                                     |
| 1996 | HC Kehra                                          | Tallinna Oskar                                    | Viimsi HC                                         |
| 1997 | Viimsi HC                                         | HC Kehra                                          | Viljandi HC                                       |
| 1998 | Põlva Serviti                                     | HC Kehra                                          | Viljandi HC                                       |
| 1999 | HC Kehra                                          | Põlva Serviti                                     | Reval-Sport/TTÜ                                   |
| 2000 | Põlva Serviti                                     | HC Kehra                                          | Reval-Sport/TTÜ                                   |
| 2001 | Põlva Serviti                                     | Reval-Sport/TTÜ                                   | HC Kehra                                          |
| 2002 | Põlva Serviti                                     | Reval-Sport/TTÜ                                   | HC Kehra                                          |
| 2003 | HC Kehra                                          | Põlva Serviti                                     | Viljandi HC                                       |
| 2004 | HC Kehra                                          | Põlva Serviti                                     | HC Tallas                                         |
| 2005 | Chocolate Boys Tallinn                            | HC Kehra                                          | Põlva Serviti                                     |
| 2006 | HC Kehra                                          | Chocolate Boys Tallinn                            | Põlva Serviti                                     |
| 2007 | Põlva Serviti                                     | Chocolate Boys Tallinn                            | HC Kehra                                          |
| 2008 | Põlva Serviti                                     | HC Kehra                                          | Chocolate Boys Tallinn                            |
| 2009 | HC Kehra                                          | Chocolate Boys Tallinn                            | Põlva Serviti                                     |
| 2010 | Põlva Serviti                                     | Chocolate Boys Tallinn                            | HC Kehra                                          |
| 2011 | Põlva Serviti                                     | HC Kehra                                          | Chocolate Boys/Viimsi                             |
| 2012 | HC Kehra                                          | Põlva Serviti                                     | Viljandi HC                                       |
| 2013 | Põlva Serviti                                     | HC Kehra                                          | Viimsi HC                                         |
| 2014 | HC Kehra                                          | Põlva Serviti                                     | Viljandi HC                                       |
| 2015 | Põlva Serviti                                     | HC Kehra                                          | Viljandi HC                                       |
| 2016 | Põlva Serviti                                     | Viljandi HC                                       | HC Kehra                                          |
| 2017 | Põlva Serviti                                     | HC Kehra                                          | Viljandi HC                                       |
| 2018 | Põlva Serviti                                     | HC Kehra                                          | Viljandi HC                                       |
| 2019 | Põlva Serviti                                     | HC Tallinn                                        | HC Kehra                                          |
| 2020 | A koronavírus-járvány miatt nem avattak bajnokot. | A koronavírus-járvány miatt nem avattak bajnokot. | A koronavírus-járvány miatt nem avattak bajnokot. |
| 2021 | Põlva Serviti                                     | HC Tallinn                                        | HC Kehra                                          |
| 2022 | Põlva Serviti                                     | Viljandi HC                                       | HC Tallinn                                        |
| 2023 | Põlva Serviti                                     | Viljandi HC                                       | SK Tapa                                           |
| 2024 | Põlva Serviti                                     | HC Tallas                                         | Viljandi HC                                       |
| 2025 | Põlva Serviti                                     | Viljandi HC                                       | HC Kehra                                          |

## Lásd még
- Szovjet férfi kézilabda-bajnokság (első osztály)